# إقليم سيد دنمارك
إقليم سيد دنمارك (بالدنماركية: Region Syddanmark) هو أحد أقاليم الدانمارك. يقدر عدد سكانه بـ 1,201,547 نسمة ومساحته 12,191 كم2 .

## أعلام
- أيغيل سورينسن
- هانز بيترسن